# Оксандролон
Оксандроло́н — анаболический стероид, впервые синтезированный Raphael Pappo в Searle Laboratories, в настоящее время Pfizer Inc. Выпущен в США под торговой маркой Anavar в 1964 году.
Это производное дигидротестостерона, в котором второй атом углерода замещён атомом кислорода, и произведено метилирование в положении 17.

## Биологические эффекты
Оксандролон широко используется благодаря исключительно малому андрогенному эффекту, сочетающемуся с умеренным анаболическим действием. Хотя оксандролон является альфа-17-алкилированным стероидом,
его токсичность для печени невелика. Исследования показали, что приём оксандролона в суточной дозе 20 мг в течение 12 недель оказал незначительное влияние на увеличение активности печёночных ферментов.
Являясь производным дигидротестостерона, оксандролон не ароматизируется (не конвертируется в эстрогены, что не может вызывать гинекомастию). Он
также не оказывает существенного влияния на производство тестостерона в организме (не ингибирует ось гипоталамус-гипофиз-яички) при дозах ниже 20 мг. При высоких дозах организм отвечает закономерным
сокращением производства лютеинизирующего гормона, как это происходит при слишком высоком уровне эндогенного тестостерона. Это в свою очередь подавляет дальнейшее стимулирование
клеток Лейдига в яичках, что может вызвать их атрофию. После применения препарата в дозе 20 мг в день в течение 12 недель выработка собственного тестостерона была подавлена на 67 %.
В рандомизированном двойном слепом исследовании, пациенты с ожогами 40 % общей площади поверхности тела были отобраны, чтобы получить стандартное лечение ожога плюс оксандролон
или без оксандролона. Принимавшие оксандролон показали улучшение состава тканей, сохранение мышечной массы и сокращение времени пребывания в больнице.

## История
Препарат назначают в целях увеличения мышечной массы при расстройствах, сопровождающихся усиленной её потерей, а также при комплексной терапии ВИЧ/СПИДа. Кроме того, был отмечен положительный эффект
в ряде случаев лечения остеопороза. Тем не менее, отчасти из-за негативных сведений о случаях злоупотребления в культуризме, производство Anavar было прекращено Searle Laboratories в 1989 году.
Эстафета была подхвачена General Corporation (ныне Savient Pharmaceuticals), которая после успешных клинических испытаний в 1995 году выпустила данное вещество под маркой Oxandrin.
Впоследствии оксандролон был одобрен FDA как орфанный препарат для лечения алкогольных гепатитов, синдрома Тернера и ВИЧ-индуцированной потери веса. Он также может использоваться для уменьшения
белкового катаболизма при длительном лечении кортикостероидами. Препарат показал положительные результаты в лечении анемии и наследственного отёка Квинке. Из-за возможности злоупотреблений
он причислен в США к категории контролируемых веществ (Расписание III).
Широко распространен в спорте. Является допингом.

## Синтез
Оксандролон может быть синтезирован из дигидроэпиандростерона: